# Rio Amapá Grande

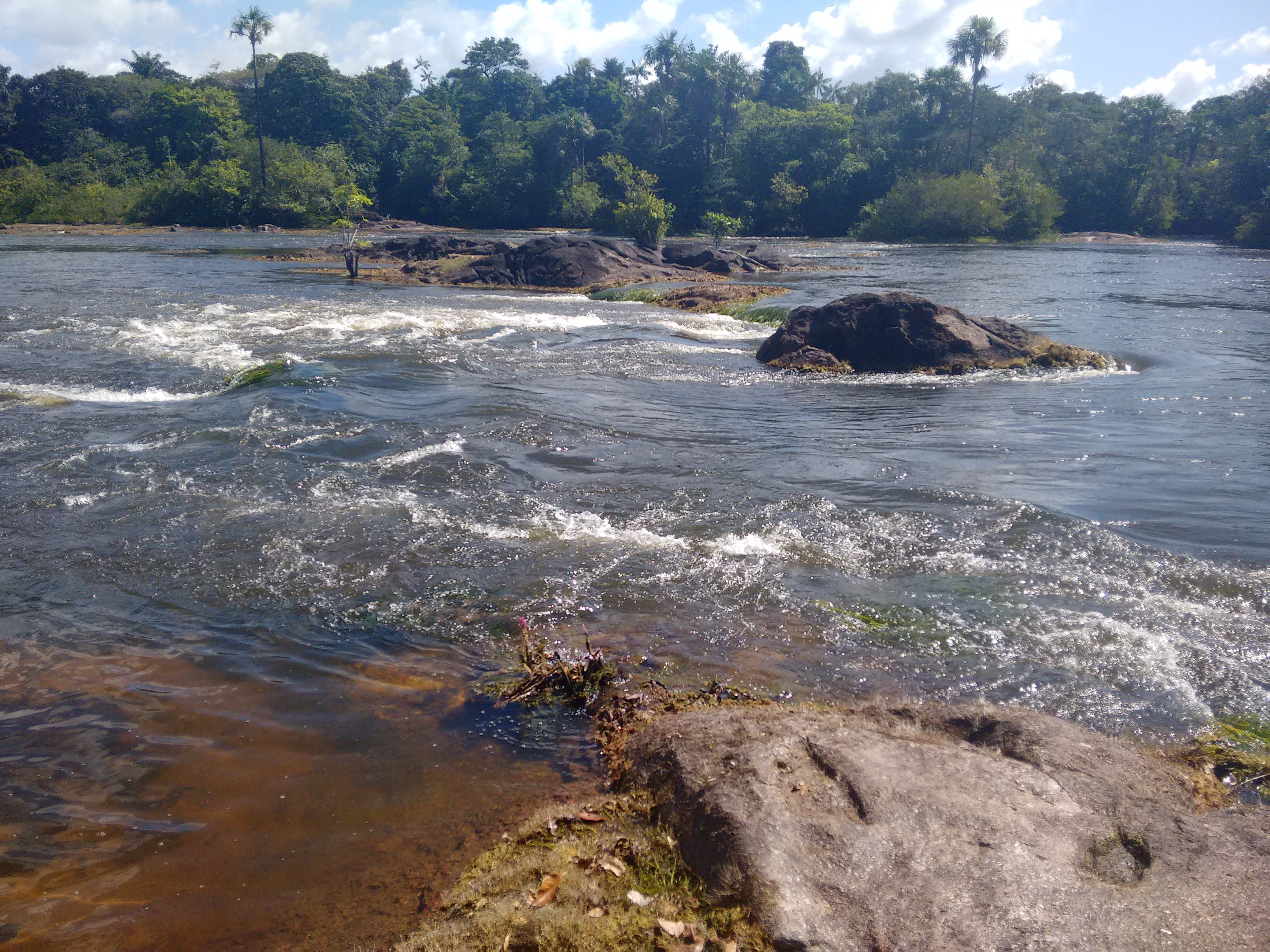
Maravilhosa Cachoeira - Brésil - Amapa.

Le rio Amapá Grande est un cours d'eau brésilien qui baigne l'État d'Amapá. Il prend sa source au Sud de la Serra Lombarda et se jette dans l'Océan Atlantique près du noyau urbain de la municipalité d'Amapá. Il court d'Ouest en Est et marque une partie de la limite entre cette dernière commune et celle de Calçoene.